# Benjamin Hendrickx
Benjamin Constant E.J.B. Hendrickx (* 24. Juli 1939 in Deurne, Provinz Antwerpen; † 8. Juli 2021 in Johannesburg) war ein belgischer Byzantinist, Historiker und Neogräzist. Er ist insbesondere für seine Forschungen und Veröffentlichungen zur „Frankenherrschaft“ (Frankokratia) in Griechenland und Byzanz nach dem Vierten Kreuzzug sowie zu den Beziehungen zwischen Byzanz und Afrika (mittelalterliches Nubien und Äthiopien) bekannt. Hendrickx begann seine wissenschaftliche Karriere in Belgien und Frankreich und führte sie an der Aristoteles-Universität Thessaloniki in Griechenland fort. Von 1971 bis 2004 lehrte er schließlich in Südafrika als Professor (ab 1976) an der Rand Afrikaans University und deren Nachfolger, der University of Johannesburg. Für seine international bedeutsamen Forschungen erhielt Hendrickx zahlreiche Auszeichnungen, darunter den griechischen Orden der Ehre und den belgischen Kronenorden. Er ist Mitherausgeber des Encyclopaedic Prosopographical Lexicon of Byzantine History and Civilization.

## Leben

### Akademische Ausbildung und erste berufliche Tätigkeiten
Hendrickx wurde im Antwerpener Stadtteil Deurne geboren und besuchte das Sint-Stanislascollege in Berchem, wo er eine altsprachlich-geisteswissenschaftliche Schulausbildung absolvierte. Anschließend studierte er von 1958 bis 1962 mit jährlichen Stipendien des belgischen Staates an der Universität zu Löwen. Dort erlangte er 1960 die Candidature ès Philosophie & Lettres und 1962 die Licence ès Philosophie & Lettres, jeweils im Fach Alte Geschichte. Die von Jozef Vergote betreute Abschlussarbeit, mit welcher er 1962 die Licence erwarb, wurde mit „cum laude“ bewertet. Sie beschäftigte sich mit dem byzantinischen Krönungszeremoniell und dessen antiken Ursprüngen auf Grundlage der Kaiserbiographien Suetons und der Historia Augusta („Het kroningsceremonieel in Byzantium. Onderzoek naar de oorsprong der kroningselementen in de teksten van Suetonius en de Scriptores Historiae Augustae“). 1962 erreichte Hendrickx auch die Agrégation ès Philosophie & Lettres, ebenfalls mit „cum laude“. 1961 heiratete er die Anthropologin und Historikerin Thekla Sansaridou aus Thessaloniki, mit der er drei Kinder hatte.
Ab 1962 unterrichtete er an der Sint-Ludgardisschool in Antwerpen, setzte aber derweil seine akademische Ausbildung in den Fächern Byzantinistik und Philologie des östlichen Christentums fort. 1964 erlangte er die Licence ès Histoire et Civilisation byzantines aufgrund einer Arbeit zur Rekonstruktion des spätbyzantinischen Krönungszeremoniells („Poging tot reconstructie van de kroningsceremonie van de keizer in de laat Byzantijnse tijd“). Bis 1969 lehrte er daraufhin als Dozent an den Collèges La Mennais, Javouhey und Pomaré in Französisch-Polynesien. 1967 und 1968 studierte er Morpho- und Grapho-Psychologie am Institut de Culture Humaine in Paris. 1969 zog er mit seiner Familie nach Griechenland, wo er dank Stipendien des griechischen Staates seine bereits länger begonnene Dissertation an der Aristoteles-Universität Thessaloniki fertigstellen konnte. Die Promotion erfolgte 1970 bei Johannes Karayannopoulos mit der Note „summa cum laude“, bis 1971 war er anschließend als Wissenschaftlicher Mitarbeiter an der Universität angestellt.

### Professur und weitere Tätigkeiten in Südafrika (seit 1971)
1971 wurde Hendrickx als Senior Lecturer an die Rand Afrikaans University (heute Universität Johannesburg) berufen und zog mit seiner Familie nach Südafrika. 1972 bis 1976 war er Vorsitzender der Medieval Society of Southern Africa, 1973 bis 1975 Repräsentant der Classical Association of South Africa in der Fédération Internationale des Associations d’Études Classiques, 1975 bis 1976 stellvertretender Vorsitzender der Regionalgruppe Transvaal der Classical Association of South Africa und 1974 bis 1976 stellvertretender Vorsitzender der Hellenic Society of Scientists and Scholars of South Africa. 1976 wurde er an der Rand Afrikaans University zum Professor berufen, woraufhin er 1981 das Institute for Afro-Hellenic Studies begründete, dem er seitdem als Direktor vorsteht. 1983 wurde er Vizepräsident der South African Association of Patristic and Byzantine Studies; zwei Jahre darauf erwarb er einen Abschluss in isiZulu. Von 1988 bis 1998 war Hendrickx Direktor der South African Flemish Cultural Foundation; ab 1995/1996 fungierte er als stellvertretender Vorsitzender des von ihm mitbegründeten Hellenic Archive of Southern Africa. Ab 2000 war er Vorsitzender der südafrikanischen Kazantzakis Association. Außerdem wurde er Kuratoriumsmitglied der Yakh'isizwe Cultural Alliance South Africa. Zahlreiche weitere Posten hatte er an seiner Universität inne, an welcher er 2004 emeritiert wurde, aber weiter als Emeritus forschte und Abschlussarbeiten betreute.
Während seiner Tätigkeit in Afrika erhielt er diverse Stipendien des südafrikanischen Human Sciences Research Council (HSRC) (Forschungen über die Institutionen des Lateinischen Kaiserreiches 1972; Forschungen über die Akten der Lateinischen Kaiser von Konstantinopel 1977; Forschungen zur hellenistischen und römischen Kultur 1983; Forschungen zum Feudalismus im mittelalterlichen Griechenland 1989; Forschungsaufenthalt auf Zypern 1994; Forschungen zum mittelalterlichen Äthiopien und Nubien 1996), der Rand Afrikaans University (Forschungen über die Kreuzfahrerstaaten im griechischen Raum 1975; Forschungsaufenthalte in Italien und Ägypten 1983; Forschungsaufenthalte in Griechenland, Bulgarien und der Türkei 1989; Erforschung des Missak Archive in Johannesburg 1996), der Christoffel Plantin Foundation (Forschungen zu den Kreuzzügen 1984), des Missak Centre (Forschungsaufenthalt in Flandern 1986) und der National Research Foundation (Forschungsprojekt über die Beziehungen zwischen Byzanz und Ostafrika 2002).
Seit seiner Emeritierung publizierte er verstärkt Arbeiten gemeinsam mit seiner Frau Thekla Sansaridou-Hendrickx, die seit 2012 als außerordentliche Professorin an der gleichen Hochschule wie vormals ihr Mann lehrte. Ab 2008 arbeiteten sie an dem Projekt „Aspects of the „Latin“ (Frankish) occupation of Byzantine territory in the late-Byzantine period: the Latin Montferrat Kingdom of Thessaloniki and the Principality of Achaia, and the Tocco „despotate“ in Epirus (13th–15th centuries)“ an der Universität Johannesburg.

## Forschungen
Die zahlreichen Forschungsprojekte, die Benjamin Hendrickx initiiert bzw. organisiert hat, fanden ihren Niederschlag in über 380 Publikationen, die in niederländischer, französischer, englischer, griechischer Sprache oder auf Afrikaans erschienen. Seine Forschungsschwerpunkte waren das Lateinische Kaiserreich und allgemein die Kreuzfahrerkulturen im griechisch-byzantinischen Raum einerseits, die Kontakte und Beziehungen zwischen Byzanz und dem spätantiken bis mittelalterlichen Ostafrika (insbesondere Nubien und das äthiopische Reich von Aksum) andererseits. In diesen Themengebieten gilt Hendrickx als international führender Experte. Daneben forscht er jedoch auch zum subsaharischen Afrika, dem osmanischen Reich, griechischer Geschichte und Kultur sowie Alter Geschichte. Er etablierte die Fächer Byzantinistik und Neogräzistik an der Universität Johannesburg.
Ab 2007 war er gemeinsam mit Alexios G. C. Savvides Herausgeber der englischsprachigen Fassung des Encyclopaedic Prosopographical Lexicon of Byzantine History and Civilization (EPLBHC). Die griechische Ausgabe dieses prosopographischen Nachschlagewerkes war ab 1986/1987 durch Savvides allein herausgegeben worden, konnte aber aufgrund finanzieller Probleme nicht fertiggestellt werden. Die neue Fassung erscheint bei Brepols im belgischen Turnhout und wird seit 2009 finanziert durch das griechische Außenministerium. Das Werk soll auf einer möglichst breiten Basis alle bedeutenden Persönlichkeiten der byzantinischen Geschichte und Kultur etwa zwischen den Jahren 300 und 1500 umfassen, wobei auch für die Byzantinistik relevante Angehörige anderer Nationen aufgenommen sind.
Hendrickx war von 1984 bis 2013 Herausgeber der Zeitschrift Ekklesiastikos Pharos. Daneben gab er das News Bulletin of the Institut for Afro-Hellenic Studies heraus, war im Herausgeberbeirat der Acta Patristica et Byzantina, des Journal of Oriental and African Studies sowie von Mesogeios und Mitglied des Herausgeberkomitees von Le Regard Crétois. Als Mitglied, Vorsitzender bzw. Direktor war er an diversen Publikationen des Institute for Afro-Hellenic Studies, der Hellenic Society of Scientists and Scholars of South Africa, dem Hellenic Cultural Movement of South Africa, dem Missak Centre und der Griechisch-Orthodoxen Kirche von Alexandria beteiligt.

## Ehrungen und Auszeichnungen (Auswahl)
- 1983: Goldenes Sankt-Markus-Kreuz des Griechisch-Orthodoxen Patriarchats von Alexandria
- 1984: Christoffel-Plantin-Preis
- 1999/2000: Onassis Grant in der Kategorie IA (1999–2000) für wissenschaftliche Exzellenz
- 7. März 2001: Auszeichnung der Federation of Hellenic Communities of South Africa
- 2001: Ehrenmitgliedschaft der Parnassos Literary Society
- 2001: korrespondierendes Mitglied der Society for Macedonian Studies (Εταιρεία Μακεδονικών Σπουδών)
- 2006: „B-Rating“ bei der National Research Foundation Südafrikas für fünf Jahre, erneuert 2012 für sechs Jahre (bis 2017)
- 26. Mai 2008: Ernennung zum Kommandeur des Griechischen Ordens der Ehre
- 2009: Nominierung für die Auszeichnung „Bester Wissenschaftler der Universität Johannesburg“ durch die geisteswissenschaftliche Fakultät
- 7. Juli 2011: Ritterschlag durch Albert II. von Belgien, Ernennung zum Kommandeur des Belgischen Kronenordens[6]
- 2011: Ehrenmitgliedschaft der International Society of Friends of Kazantzakis
- Mai 2013: Ehrung für die Mitarbeit an den South African Hellenic Katrakis Archives

## Schriften (Auswahl)
Ein vollständiges Schriftenverzeichnis, das auch die Aufsätze, Lexikonartikel und weiteren kleineren Beiträge enthält, findet sich in: William Henderson, Effrosyni Zacharopoulou (Hrsg.): Greece, Rome, Byzantium and Africa. Studies presented to Benjamin Hendrickx on his Seventy-fifth Birthday. Hêrodotos, Athen 2016, ISBN 978-960-485-135-5, S. 25–49 (Stand 2015).
- Οι πολιτικοί και στρατιωτικοί θεσμοί της λατινικής αυτοκρατορίας της Κωνσταντινουπόλεως κατά τους πρώτους χρόνους της Υράρξεώς της. Dissertation, Thessaloniki 1970; 2. Auflage 1999.
- Recherches sur les documents non conservés concernant la quatrième croisade et les premières années de l'existence de l'empire latin de Constantinople, 1200–1206. In: Byzantina. Band 2, 1970, S. 107–184.
- Les institutions de l'empire latin de Constantinople (1204–1261): Le pouvoir impérial (l'empereur, l'impératrice, le régent). Erschienen in mehreren Teilen in Byzantina 6, 1974, S. 85–153; Acta Classica 17, 1974, S. 105–119; Acta Classica 19, 1976, S. 123–131; Byzantina 9, 1978, S. 187–217.
- mit Leonidas Theofilopoulos: Apollonia. Institute for Afro-Hellenic Studies, Johannesburg 1982.
- Official documents written in Greek illustrating the ancient history of Nubia and Ethiopia (= Monumenta Afro-Hellenica. Band 1). Institute for Afro-Hellenic Studies, Johannesburg 1984.
- als Hrsg. mit R. Crystal: Conference on Minorities. Self-determination and Integration. Missak Centre, Johannesburg 1987.
- Regestes des empereurs latins de Constantinople 1204–1261/1272. Kentro Byzantinōn Ereunōn Aristoteleiu Panepistēmiu, Thessaloniki 1988 (ebenfalls veröffentlicht in Byzantina. Band 14, 1988, S. 7–220).
- Geskiedenis van die Romeins-Hellenistiese beskawing (ca. 330–30 v. C.). Randse Afrikaanse Universiteit, Dept. Klassieke Tale, Johannesburg 1993.
- Recueil d’études sur l’Empire latin de Constantinople (1204–1261/1272). Organisation et institutions. Ohne Verlag, Athen 1999.
- als Hrsg.: Hellenism and Africa. Rand Afrikaans University, Johannesburg 2000, ISBN 0-86970-465-6.
- mit Alexēs G. K. Savvidēs: Introducing Byzantine History. A Manual for Beginners. Hêrodotos, Paris 2001, ISBN 2-911859-13-8.
  - griechische Übersetzung: Εισαγωγή στη Βυζαντινή ιστορία (284–1461). Übersetzt von Athanasios Kondyles. Stamoulis, Athen 2003; 2. Auflage, Hêrodotos, Athen 2008; 3. Auflage 2012.
- mit Sezim Sezer Darnault, Mehmed Asil: The Missak(ian) Ottoman Archives. Rand Afrikaans University, Johannesburg 2003.
- The Nubian and Blemmyan rulers and their states. Lexicon of terms used in their Greek royal, legal and socio-political inscriptions, graffiti and papyri (1st Cent. AD–ca. 1323 AD). In: Journal of Oriental and African Studies. Band 14, 2005, S. 1–53.
- Οι Θεσμοί της Φραγκοκρατίας. Η Λατινική Αυτοκρατορία της Κωνσταντινουπόλεως και το Λατινικό Βασίλειο της Θεσσαλονίκης. Stamulē, Thessaloniki 2007 („Institutionen der Frankenherrschaft: Das lateinische Kaiserreich von Konstantinopel und das lateinische Königreich von Thessalonike“).
- The Lord of the Mountain. A Study of the Nubian Eparchos of Nobadia. In: Le Muséon. Band 124, Nummern 3–4, 2011, S. 303–355.